# Stanisław Maśliński

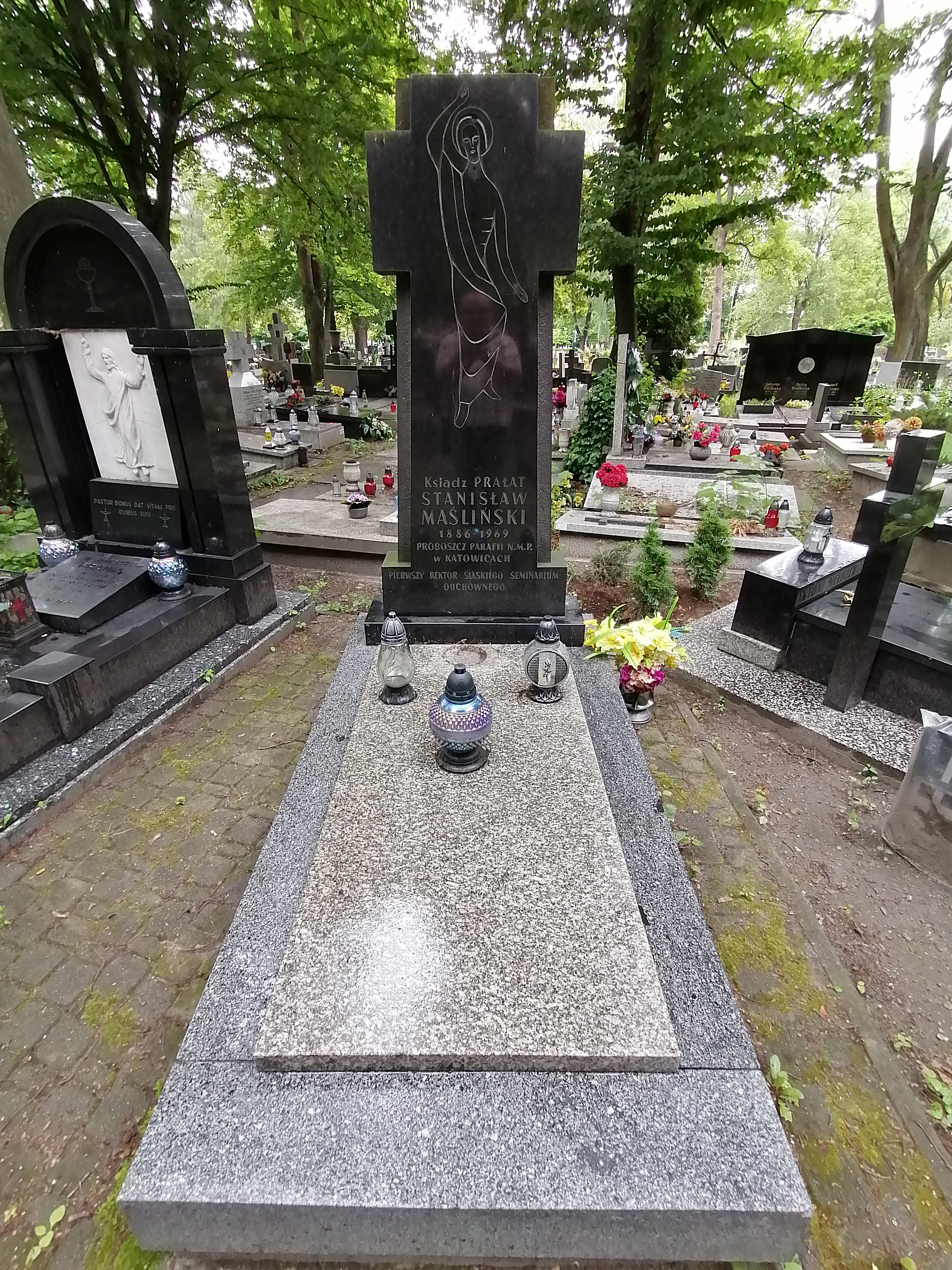
Grób ks. Maślińskiego, Katowice, ul. Francuska

Stanisław Maśliński (ur. 11 października 1889 w Berlinie, zm. 6 października 1969 w Katowicach) – ksiądz katolicki, kanonik Kapituły Katedralnej w Katowicach, prałat, rektor Wyższego Śląskiego Seminarium Duchownego w Krakowie.

## Życiorys
Urodził się 11 września 1889 roku w Berlinie. Tam rozpoczął swoją edukację, którą ukończył otrzymaniem świadectwa maturalnego w Królewskim Gimnazjum w Głogowie w 1904 roku. W latach 1909–1912 studiował na Wydziale Teologii Uniwersytetu im. Fryderyka Wilhelma III we Wrocławiu. Dnia 21 czerwca 1913 roku przyjął święcenia kapłańskie z rąk kard. Jerzego Koppa. Po święceniach został wikariuszem w Berlinie, a w 1917 roku został subregensem Alumnatu we Wrocławiu. Funkcję tę pełnił do 1922 roku, kiedy podjął decyzję o przeniesieniu się do polskiej części Górnego Śląska, na co uzyskał zgodę kard. Adolfa Bertrama.
W 1923 roku przenosi się do polskiej części Górnego Śląska i zostaje katechetą gimnazjum w Królewskiej Hucie. W latach 1924–1935 pełni funkcję rektora Wyższego Śląskiego Seminarium Duchownego w Krakowie. W tym czasie został oddany do użytku nowy budynek seminarium przy Alejach Mickiewicza 3. Jednak na skutek wizytacji karmelity bosego o. Anzelma Gądka OCD zostaje zwolniony. Następnie zostaje kuratusem przy kościele św. Antoniego w Chorzowie (1935–1945), W tym czasie otrzymał tytuł magistra teologii. W latach 1945–1969 został administratorem, a następnie proboszczem parafii Niepokalanego Poczęcia Najświętszej Maryi Panny w Katowicach.
W marcu 1947 roku zostaje kanonikiem gremialnym Kapituły Katedralnej, a w 1964 roku zostaje wyniesiony do godności prałata. Równocześnie był członkiem Rady nadzorczej Księgarni Św. Jacka. W ostatnich latach życia wspomagali go wikariusze audiutorzy:
- w latach 1966–1967: ks. Alfons Chmiel,
- w latach 1967–1969: ks. Damian Zimoń, arcybiskup metropolita katowicki, od 2011 roku arcybiskup senior tej diecezji.

W ostatnim roku życia ks. prałat Maśliński chorował. Zmarł 6 października 1969 roku w Katowicach. Został pochowany na cmentarzu przy ul. Francuskiej.